# Benedykt Jankowski
Benedykt Jankowski – poeta epoki romantyzmu, tworzący w połowie XIX wieku. Pisał w języku polskim. Rękopis jego wierszy, zabroniony w 1857 przez cenzurą duchowną, dziś jest przechowywany w zbiorach Biblioteki Litewskiej Akademii Nauk.
Niewiele wiadomo o jego życiu. W wierszach wspomina parokrotnie Polesie. List Jankowskiego z 1859 r. do drukarni Zawadzkiego ma następujący adres zwrotny w języku rosyjskim: „Jego Błagorodiju Wieniediktu Jakowlewiczu Jankowskomu, Mogilewskoj Gub., w ujezdnyj g. Rogaczew, czeriez poczt. stancyju Dowsk, w im. Kamionku”. Według dokumentów genealogicznych rodziny Jankowskich h. Jastrzębiec, Wieniedikt Jakowlewicz, tj. Benedykt syn Jakuba, urodził się w 1824 w słuckiej parafii.